# Pierre Nguyễn Văn Nhơn
Pierre Nguyễn Văn Nhơn (1. travnja 1938.) vijetnamski je prelat Katoličke Crkve.
Papa Franjo je 4. siječnja 2015. objavio da će Nhơn postati kardinal-svećenik 14. veljače. Na toj ceremoniji dodijeljena mu je naslovna crkva San Tommaso Apostolo.